# Anarchisme mystique

Le drapeau noir : l'un des symboles de l'anarchisme

 (décembre 2011).
Si vous disposez d'ouvrages ou d'articles de référence ou si vous connaissez des sites web de qualité traitant du thème abordé ici, merci de compléter l'article en donnant les références utiles à sa vérifiabilité et en les liant à la section « Notes et références ».
L'anarchisme mystique est une pensée politique qui unit une approche spirituelle et personnaliste du fait religieux aux principes de l'anarchisme politique.
L'anarchisme mystique s'est développé essentiellement dans la Russie du début du XXe siècle autour de l'écrivain Léon Tolstoï, le mathématicien Vassili Nalimov, le poète Gueorgui Tchoulkov, le professeur Apollon Andrevitch Kareline ou le philosophe et mathématicien Alexi Solonovitch.

## Définition

### Anarchisme et mystique
Georges Tchoulkov publie le Manifeste de l'Anarchisme mystique à Moscou en 1906, dans la lignée des événements révolutionnaires de 1905 durement réprimés par Nicolas II. Marqué par l'œuvre de Fiodor Dostoïevski et celle de Léon Tolstoï, Tchoulkov va jeter les bases d'une pensée révolutionnaire aux dimensions tant politiques qu'artistiques, et dont l'idéal mystique se traduira par la forte importance accordée à une théosophie résolument holistique en tant qu'appliquée directement à la question sociale et ses différentes problématiques (politique, éthique, éducative, culturelle). 
Tchoulkov écrit ainsi : « La lutte contre le dogmatisme dans la religion, la philosophie, la morale et la politique, voilà le slogan de l’anarchisme mystique. Le combat pour l’idéal anarchique ne nous mène pas au chaos indifférent mais au monde transfiguré, à une condition : que par ce combat pour toutes les libérations, nous participions à l’expérience mystique, à travers l’art, l’amour religieux et les musiques. J’appelle musique non seulement l’art qui nous ouvre à l’harmonie des sons, mais toutes les créativités fondées sur les rythmes qui nous font découvrir le côté nouménal (spirituel) du monde ».
Le caractère à la fois artistique, spirituel et éthique de l'anarchisme mystique se voit ainsi souligné comme caractéristique d'une approche multidisciplinaire du fait politique et des problématiques anthropologiques et sociales liées. Pleinement anarchiste, le courant revendiquera les visées libertaires d'autogestion et d'émancipation quant à toute autorité collective qu'elle soit politique, judiciaire, économique ou religieuse. La défense radicale de la personne humaine au nom de sa transcendance telle que proclamée par le Christ s'oppose à l'autorité autant qu'elle vise à organiser le corps social entier sur l'impératif de liberté intégrale au nom d'une plus haute spiritualité.
Néanmoins, l'alliance des deux versants, religieux ou mystique d'une part, anarchiste d'autre part a débordé du cadre strictement chrétien. En effet, via la fréquentation des œuvres de Tolstoï, puis au travers de la correspondance épistolaire qui s'ensuivit, le jeune Gandhi a intégré à son action politique et à sa philosophie morale certains aspects importants de l'anarchisme, enchâssés cette fois dans le cadre hindou.

### Anarchisme et hindouisme
L'hindouisme n'est pas une religion au sens abrahmanique du terme, et on peut parler d'ensemble anarchique (non organisé par un(e) État/Église/pouvoir centralisateur et uniformisant) de croyances et de courants philosophiques, étant donné qu'il n'y a pas d'Églises dogmatiques : le système des castes, corrompu pendant des siècles, par une ossification face aux brutales invasions islamiques et à l'Empire moghol, face au colonialisme de pays traditionnellement judéo-chrétiens, et par la naissance de l'intouchabilité (qu’aucun texte sacré hindou ne mentionne ni n'autorise), est en réalité une création pour tendre vers un idéal d'homme non-violent et libre [Information douteuse]; selon Guy Deleury : 

« Le régime des jâti (castes, « naissances ») a fait de l'Inde une terre d'asile pour toutes les minorités persécutées du monde : ce n'est pas là, quand on considère le sanglant spectacle de notre histoire religieuse depuis un certain nombre de siècles, avec ses guerres de religion, ses massacres d'hérétiques et ses bûchers de sorcières, un mince mérite. L'histoire des religions (et des idéologies athées : communisme, nazisme) nous confronte donc à cet état de fait : le système des castes fondé sur l'inégalité des hommes engendra infiniment moins de cruauté et de haine que des religions ou des doctrines fondés sur l'égalité, c'est-à-dire, le non-droit à la différence. Car pour l'Indien, sa seule et vraie « patrie », c'est sa jâti, dont tôt ou tard, à mesure qu'il y grandit, il connaîtra tous les membres et qui sera derrière lui en cas de nécessité. Au prix donc d'une moindre liberté individuelle, le modèle hindou a réussi à organiser et à faire vivre pendant plus de deux millénaires une société plus fraternelle que toutes celles qui furent inventées ailleurs : parce que fondée sur le pluralisme des fraternités. Et s'il fallait trouver une traduction au mot jâti, ce n'est pas celui de caste qu'il faudrait choisir, mais ceux de communautés ou de fraternités ; ce simple changement de terme ferait sans doute tomber bien des incompréhensions sur la nature vraie du “système des castes”. »

— Guy Deleury, Le Modèle hindou. Civilisation et société (éditions Kailash, 1978)
De plus, Dieu est considéré comme formant le Tout, Brahman — l'Absolu (compréhension de l'Être dans une conception panthéiste et hénothéiste, et polythéiste, et même monothéiste, et agnosticique/athée, bien loin de la conception occidentale de polythéisme ou monothéisme, ou athéisme…) —, et chaque homme, chaque être vivant doit être considéré comme un dieu possible s'il devient maître de lui-même et non des autres ou soumis à un autre, car la divinité est cachée au plus profond de l'intimité de chaque être vivant.